# Посольство Владиславича
Посо́льство Владисла́вича — российское посольство под началом С. Л. Рагузинского-Владиславича в Китай, выполнявшее свою миссию в 1725—1728 годах.
В 1724 году маньчжурский император Китая Иньчжэнь направил своих представителей на российско-китайскую границу с сообщением о стремлении Цинской империи поддерживать вечный мир с Россией и предложением прислать послов для обсуждения спорных вопросов.
В июне 1725 года российское правительство направило С. Л. Рагузинского-Владиславича, который был назначен полномочным послом в цинский Китай, для урегулирования торговых и пограничных отношений. Посольство Владиславича прибыло в Пекин 21 октября 1726 года. Российский посол был с большим почётом принят императором Китая. 
С октября 1726 по апрель 1727 года велись переговоры с представителями Цинской империи. Главным вопросом стали границы, которые не были определены Нерчинским договором 1689 года. Цинская сторона выдвигала претензии на заселённые российскими подданными территории, которые в прошлом никогда не являлись владениями Китая. Свыше 30 конференций с китайскими уполномоченными и две аудиенции у императора Иньчжэня не дали сторонам желаемых результатов. Тем не менее, российский посол отверг упомянутые притязания китайской стороны на российские территории и добился признания принципа «каждое государство владеет тем, что у него есть».
После незначительного перерыва переговоры по предложению С. Л. Рагузинского-Владиславича были возобновлены в июне на реке Буре, где 20 (31) августа 1727 года был подписан Буринский договор о разграничении. 21 октября 1727 года на основании предварительных условий, выработанных на переговорах по Буринскому договору, уполномоченные сторон составили новый договор, проект которого был направлен в Пекин на утверждение. Обмен текстами состоялся 14 июня 1728 года на реке Кяхте, в связи с чем данный договор известен как Кяхтинский.